# کان ییلدریم
کان ییلدریم (انگلیسی: Kaan Yıldırım؛ زادهٔ ۲۴ دسامبر ۱۹۸۶) بازیگر و تهیه‌کننده اهل کشور ترکیه است. وی از سال ۲۰۱۳ میلادی تاکنون مشغول فعالیت بوده‌است.